# Préhistoire de la Tunisie
La préhistoire de la Tunisie s'étend, selon les auteurs, jusqu'à l'arrivée au XIIe siècle av. J.-C. des premiers marins phéniciens, qui fondèrent Carthage et introduisirent un usage de l'écriture limité à de brèves inscriptions, ou jusqu'au début des guerres puniques, relatées par les historiens romains.

## Paléolithique

### Acheuléen
On trouve en Afrique des sites acheuléens de 1 760 000 à 150 000 ans avant le présent (AP), bien que l'ère du Paléolithique inférieur s'achève selon le consensus actuel des préhistoriens vers 350 000 ans AP.
Cette industrie lithique a été produite en Afrique par plusieurs espèces humaines successives, dont aucun fossile n'a été découvert à ce jour en Tunisie.
Toutefois, plusieurs gisements acheuléens ont été mis au jour dans le pays, parmi lesquels :
- El Mekta et Redeyef, dans les environs de Gafsa, comprenant des éclats, des galets aménagés et des bifaces ;
- Sidi Zine, dans les environs du Kef, caractérisé par la présence sur trois niveaux de galets taillés, de bifaces, de pointes ogivales unifaces, et surtout de hachereaux.

### Moustérien

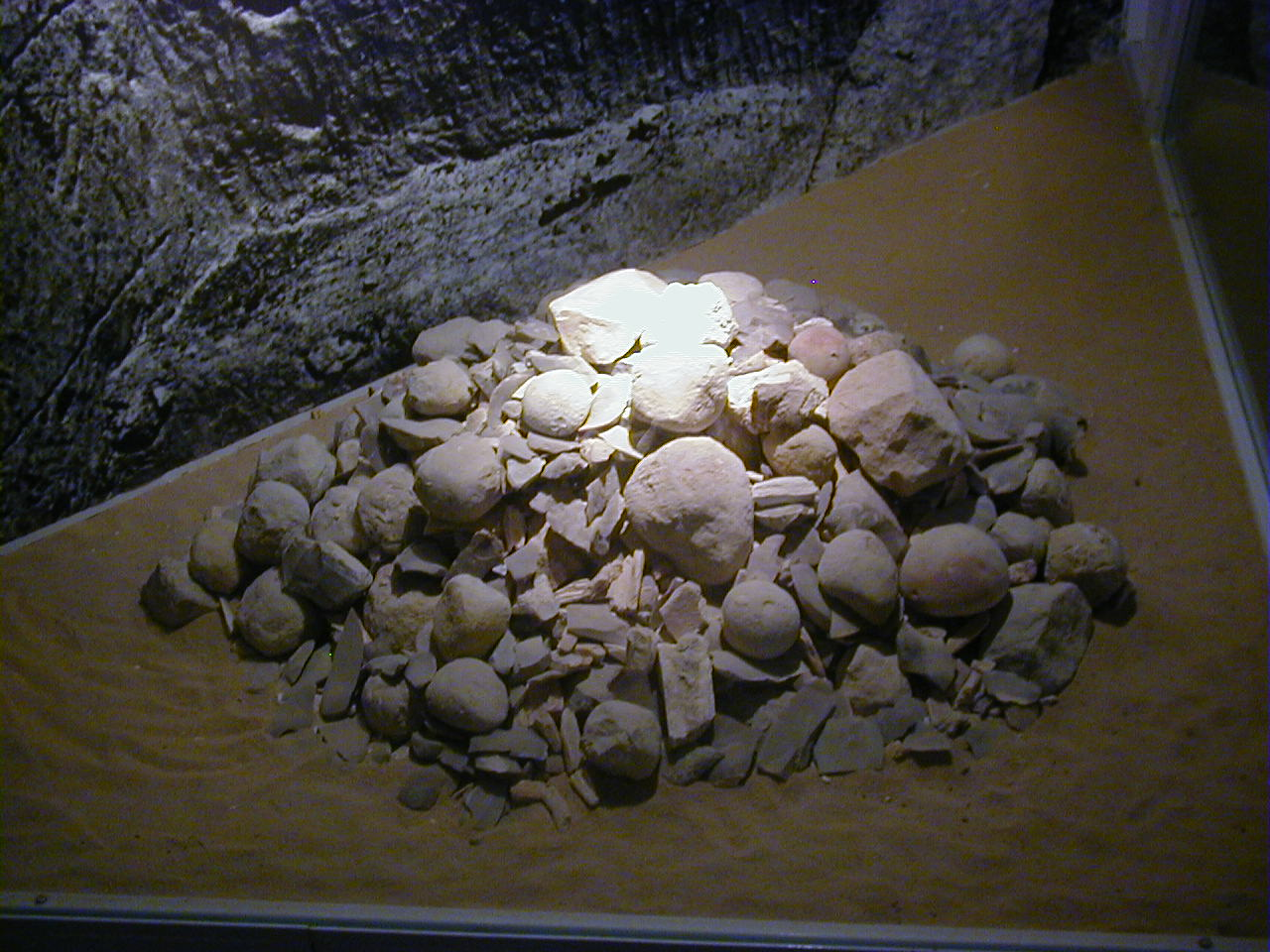
Hermaïon d'El Guettar au musée national du Bardo.

Au Paléolithique moyen (environ 350 000 à 50 000 ans AP) se produit la première diversification régionale des industries lithiques. On trouve sur toute la période, en Afrique du Nord et au Sahara, une industrie moustérienne, caractérisée notamment par l'abondance de pointes et de racloirs.
Plusieurs sites ont été découverts en Tunisie, dont Aïn Metherchem dans les environs de Kairouan, Sidi Mansour dans les environs de Gafsa, Bizerte, Fériana, Oued Akarit au nord de Gabès, et surtout El Guettar, duquel provient un amas de plus de 4 000 artéfacts : pierres rondes disposées en un cône d'environ 75 centimètres de haut pour 130 cm de diamètre. Ces pierres sont associées à des ossements d'animaux, des dents et des objets de silex taillé, ainsi qu'à une pointe pédonculée atérienne.

### Atérien
L'Atérien se développe en Afrique du Nord et dans la zone saharienne entre 145 000 et 30 000 ans AP. Il est caractérisé par des pointes, des racloirs taillés sur une seule face, et surtout par des outils taillés à pédoncules, destinés à être enmanchés. Des sites atériens ont été découverts en Tunisie dans les régions de Bizerte, du cap Bon, de Hergla, de Monastir, de Gabès, de Gafsa et de Redeyef.
Les industries atériennes sont considérées comme étant l'œuvre d'Homo sapiens.

### Ibéromaurusien

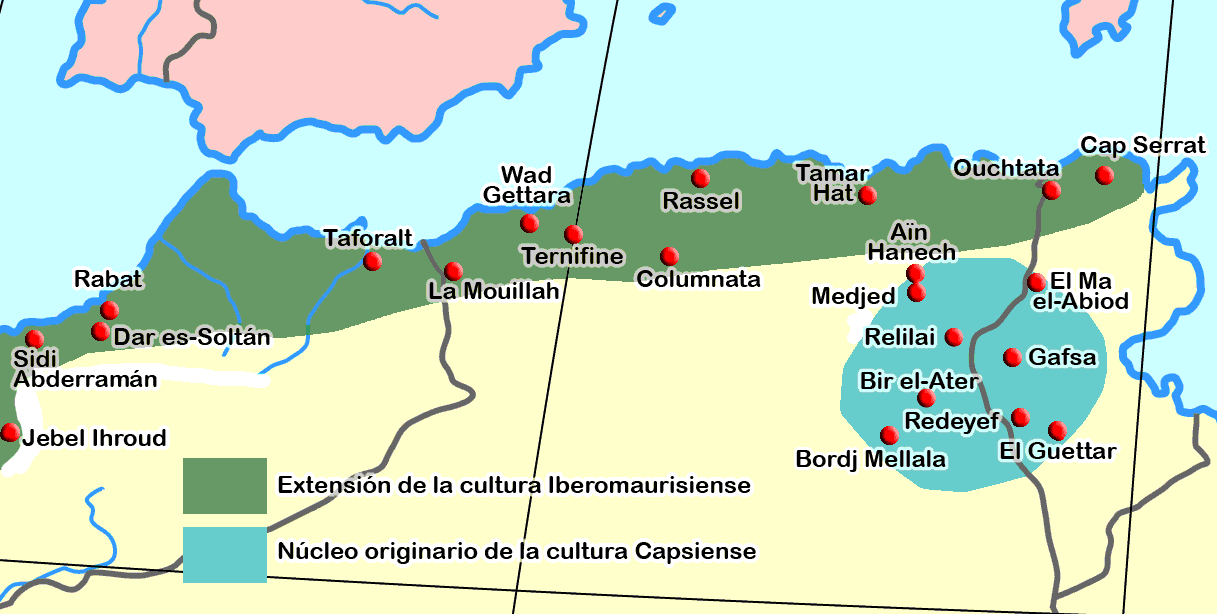
Sites ibéromaurusiens et capsiens au Maghreb.

L'Atérien et l'Ibéromaurusien sont séparés par un hiatus archéologique de plusieurs milliers d'années.
On trouve l'industrie ibéromaurusienne au Maghreb dans la dernière phase du Paléolithique supérieur, de 25 000 à 10 000 ans AP. Elle est spécifique du littoral maghrébin, et notamment de la côte nord de la Tunisie : Tabarka, Nefza et Ouchtata. Cette industrie se caractérise par la présence de lamelles en silex à bord abattu, ainsi que de grattoirs, de burins et de microlithes.

## Capsien

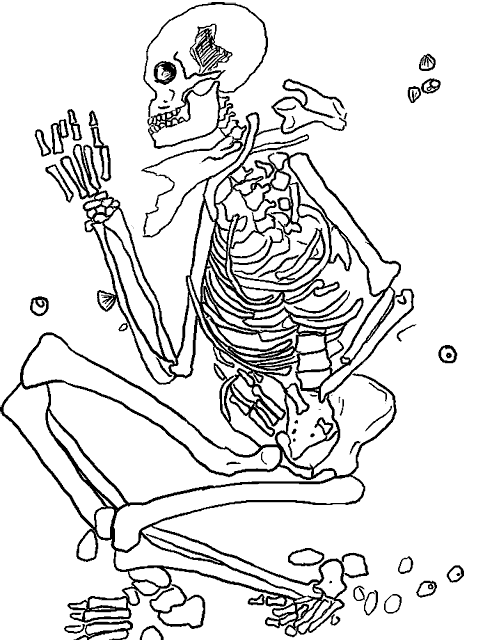
Squelette capsien inhumé en position repliée.

Le Capsien (environ 10000 à 6000 av. J.-C.) est spécifique du Maghreb. Il a été subdivisé en deux faciès : le Capsien typique et le Capsien supérieur. Le premier est limité à la région de Gafsa-Tébessa, tandis que le deuxième a une extension plus vaste, de l'Algérie centrale à la Libye. L'outillage produit et utilisé durant le Capsien typique correspond principalement à de grosses lames et à des éclats, souvent à bord abattu. L'outillage lithique du Capsien supérieur est plutôt orienté vers une production de petites lamelles, transformées en armatures (microlithes géométriques).
Certains gisements capsiens se présentent sous forme d'escargotières ou rammadiyat (cendrières). De l'industrie sur os ainsi que des coquilles d'œufs d'autruches gravées, utilisées probablement comme vaisselles ou perforées et utilisées comme parures, ont été également trouvées. Du site d'El Mekta (Gafsa / Capsa en latin) ont été mises au jour des figurines en pierre.

## Néolithique
En Tunisie, le Néolithique (environ 6000 à 2000 av. J.-C.) présente deux faciès.
Le Néolithique méditerranéen se trouve surtout sur le littoral, notamment dans les régions de Nefza et de la sebkha Halk El Menzel, près de Hergla, ainsi que dans la région du Tell tunisien, dont Kef El Ageb près de Jendouba, Kef Hamada, et Kef El Guéria près de Makthar. Cette culture est caractérisée par la pauvreté de l'outillage lithique, parmi lequel on trouve quelques pointes de flèches et des haches polies. Toutefois, elle est riche d'outillage en os ainsi qu'en poterie modelée et décorée.
Le Néolithique capsien s'est développé dans les régions de Redeyef, Jaatcha près de Métlaoui, Oum El Araies et de la sebkha El Melah près de Zarzis. L'outillage utilisé est du type capsien perfectionné avec des pointes de flèches et des haches polies, ainsi que des meules et molettes utilisés pour le broyage, de la poterie modelée et décorée succédant aux œufs d'autruches.
Ue étude de paléogénétique publiée en 2025 semble démontrer que les populations néolithiques du Maghreb oriental dont la Tunisie ont conservé en grande partie une ascendance de cueilleurs locaux, ainsi que des contributions plus modestes des agriculteurs européens (d'environ 5000 ans avant J.-C.) et des groupes levantins (d'environ 4800 ans avant J.-C.), et ont donc été beaucoup moins impactées par le flux génétique externe que les populations d'autres parties de la Méditerranée néolithique. Contrairement aux chasseurs-cueilleurs du Maghreb occidental — dont l'ascendance a été largement remplacée sur certains sites par des agriculteurs européens arrivant probablement par le détroit de Gibraltar — l'ascendance locale a ainsi persisté en Tunisie et en Algérie longtemps après l'arrivée des agriculteurs d'Europe et du Levant. Un échantillon de Djebba, en Tunisie, a également révélé une ascendance de chasseurs-cueilleurs européens remontant à environ 6000 avant J.-C., probablement due aux migrations humaines à travers le canal de Sicile. En termes d'haplogroupes paternels et maternels, l'étude a identifié essentiellement les mêmes lignées que celles des individus du Maroc de la même période déjà analysés, soit U6 du côté maternel et E-M78 du côté paternel.

## Âge du bronze
L'Âge du bronze (environ 2000 à 800 av. J.-C.) est connu en Tunisie essentiellement par des monuments funéraires, dont les haouanets et les dolmens mégalithiques, et par des peintures rupestres.